# SN 2009nn
SN 2009nn – supernowa typu IIn odkryta 5 grudnia 2009 roku w galaktyce A123356+1355. W momencie odkrycia miała maksymalną jasność 17,30m.